# Tōkō Shinoda
Tōkō Shinoda (篠田 桃紅, Shinoda Tōkō) (Dalian, Manxúria, 28 de març de 1913 - Tòquio, 1 de març de 2021) va ser una artista japonesa que feia pintures sumi així com  estampes. El seu art confon la cal·ligrafia tradicional amb l'expressió abstracte. El 1983, en una entrevista amb la revista  Time , va assenyalar que els seus èxits pioners eren similars als de Picasso. Les obres de Shinoda han estat exposades al National Museum de La Haia, a l'Institut d'Art de Chicago, al Museu d'Art de Cincinnati, així com en altres museus importants del món.

## Biografia
Shinoda va néixer a Manxúria, on el seu pare dirigia una fàbrica de tabac. Dos anys després, la seva família va tornar al Japó. Influït per la passió del seu pare per la pintura amb tinta (sumi-e), la cal·ligrafia i la poesia xinesa, Shinoda va començar a practicar la cal·ligrafia als sis anys.
Shinoda va viatjar als Estats Units del 1956 al 1958, quan les seves obres van ser comprades per Charles Laughton, John Lewis i el Modern Jazz Quartet. Shinoda també és activa dins del moviment d'expressionisme abstracte contemporani.
Shinoda va morir l'1 de març de 2021.

## Estil i tècnica
L’artista prefereix les seves pintures i dibuixos originals, perquè sumi presenta un espectre de colors il·limitat. Shinoda practica la litografia, a diferència de la xilografia que requereix un cisell o aiguafort que utilitza àcid. La litografia permet a Shinoda treballar directament i espontàniament al plató amb la seva pinzellada fluida. Les característiques de Shinoda estan destinades a suggerir imatges de la vitalitat de la natura. 
| « | Algunes formes suren a la meva ment. Aromes, una brisa que bufa, una ràfega de pluja mullada de vent ... l’aire en moviment, el cor en moviment. Intento capturar aquestes ones, imatges evanescents del moment i posar-les en forma viva | » |

 Les impressions de Shinoda són petites tirades, que solen anar de 12 a 55 exemplars, i després d’imprimir cada edició, sovint afegeix un spray manual de color sumi.

## Obres (selecció)
- Criashing, 190 × 96 , tinta sobre paper, 1960
- Viatge tardor, 69 × 139 , tinta sobre paper, 1960
- Sèrie : Unseen Forms Nrn. 1-8, tinta sobre paper, 1961
- Font, 161,5 × 63,5 , pantalla de quatre parts, tinta sobre paper daurat, 1961
- Flama, 30 × 40,5 , tinta i color sumi sobre paper platejat, 2003
- Homenatge, 30 × 40,5 , tinta i colors sobre paper platejat, 2003

## Exposicions (selecció)
- 1954 : Cal·ligrafia japonesa, Museu d'Art Modern de Nova York (MoMA), Manhattan, Nova York
- 1958 : Abstrakte Kunst (exposició col·lectiva), Museum für Moderne Kunst, Tòquio
- 1959 : 4 Künstler a Schwarzer Tusche, Museu Kröller-Müller, Otterlo, Països Baixos
- 1961 : exposició individual Nitta Galerie, Tòquio
- 1961/1962 : Japanische Malerei der Gegenwart, Berlin Academy of the Arts, Folkwang Museum, Essen, Städel Art Institute and Municipal Gallery, Frankfurt am Main
- 2001 : Obres recents de Toko Shinoda, galeria Tokyo Humanité, Tòquio
- 2013 : 50 gravats i pintures, Toko Shinoda al 100, Portland Japanese Garden[3]